# Рид-им-Траункрайс
Рид-им-Траункрайс (нем. Ried im Traunkreis) — коммуна (нем. Gemeinde) в Австрии, в федеральной земле Верхняя Австрия.
Входит в состав округа Кирхдорф-на-Кремсе. Население составляет 2518 человек (на 31 декабря 2005 года). Занимает площадь 31 км². Официальный код — 40 913.

## Политическая ситуация
Бургомистр коммуны — Хельмут Хехвартер (АНП) по результатам выборов 2003 года.
Совет представителей коммуны (нем. Gemeinderat) состоит из 25 мест.
- АНП занимает 14 мест.
- СДПА занимает 8 мест.
- АПС занимает 3 места.